# Artelia
Artelia est une entreprise d'ingénierie indépendante, née de la fusion de Coteba et Sogreah en 2010, Artelia est un groupe international multidisciplinaire de conseil, d’ingénierie et de management de projet qui intervient dans les secteurs du bâtiment, des infrastructures, de l'eau, de l'industrie et de l’environnement.
Artelia exerce ses missions dans neuf domaines d’activité : bâtiment, multi-sites, industrie, eau, maritime, environnement, énergie, transport, ville.

## Histoire

### Coteba
Coteba est fondée en 1961, en tant que filiale de la Générale des eaux. Au sein du groupe, elle est une des principales entreprises françaises spécialisées dans le management de projet appliqué aux grands projets de bâtiment, comme ceux liés au quartier de La Défense, avant d’étendre son activité d’abord à l’ingénierie puis aux secteurs des transports et des grandes infrastructures urbaines. Il accompagne de grands comptes internationaux pour le management de projet multi-sites dans le monde entier. Coteba intègre par la suite Nexity, pour enfin être reprise par ses dirigeants et cadres en 2003, aidé par le Crédit mutuel-CIC et le Crédit agricole. En 2006, Coteba acquiert pour un montant inconnu les activités ingénierie des infrastructures, du bâtiment (notamment des hôpitaux) et des processus industriels de la filiale Thales Engineering & Consulting (THEC), intégrant ainsi 300 nouveaux salariés, soit 40 % de ces effectifs, qui étaient de 700 personnes,,. En 2007, Coteba est reprise en intégralité par ses dirigeants et employés. Entre 2003 et 2007, Coteba a doublé de taille.

### Sogreah
Sogreah est issu du laboratoire dauphinois d'hydraulique (LDH) créé en 1923, au sein de l'entreprise Neyrpic à Grenoble. Le laboratoire est renommé en Société Grenobloise d'Études et d'Applications Hydrauliques (Sogreah) en 1955. Sogreah se spécialise dans les études et la construction dans le domaine de l’hydraulique : laboratoire de modèles physiques, centre de formation à la manœuvre pour les pilotes de port, utilisation des modèles numériques. En 1958, Sogreah se développe dans les domaines du génie rural, de l'irrigation, l'alimentation en eau et l'assainissement. Elle participe ainsi à la conception de l'usine marémotrice de la Rance et conçoit le bloc tétrapode en coordination avec Neyrpic. 
Elle est rachetée en 1967 par le groupe Alstom, dont une partie devient par la suite Alcatel. 
Elle devient indépendante le 31 décembre 1998 via un rachat de l'entreprise par les cadres.

### Depuis 2010
En juillet 2009, la fusion Coteba et de Sogreah est annoncée. Fin 2009, un protocole d’accord est signé définissant les étapes du rapprochement. En mars 2010, les deux anciennes structures se retrouvent au sein d'une holding baptisée Artelia,. 
Au début de l'année 2010, Sodeg est la première acquisition du groupe encore en cours de construction, elle est spécialisée dans l’ingénierie du bâtiment dans l’hospitalier, l’industrie, l’enseignement, la culture et les loisirs.
En avril 2011, Artelia acquiert Spretec, société d’ingénierie spécialisée en mécanique des structures. 
En 2012, elle fait ainsi l'acquisition des bureaux d’études techniques GECC AICC, RL Consultant et Ingetech qui interviennent dans le bâtiment en Rhône-Alpes. En mars 2012, Artelia acquiert Appleyards, basé en Angleterre, qui intervient en management de projet et conseil dans le domaine de la construction et des infrastructures pour des clients publics ou privés, avec une expérience particulière dans le domaine de l’éducation. En avril 2012, elle a acquis Sotec, ancienne filiale du groupe Systra, spécialisée dans les domaines de l’eau, de l’environnement et de l’aménagement urbain. En mai 2012, Artelia acquiert DPG Plan, basé à São Paulo, spécialisé en ingénierie, architecture, et management de projet dans le domaine de la construction (industrie, logistique, bureaux) et des infrastructures (ports, eau, assainissement). En septembre 2012, Artelia acquiert Copramex, spécialisée dans les études d’environnement côtier sur le littoral méditerranéen et la dépollution des sols. En novembre 2012, elle acquiert Haskoning France, spécialisée en réhabilitation des sites et sols pollués, risques industriels, et en gestion durable des ressources naturelles.
Début avril 2013, le groupe Artelia reprend le pôle ingénierie d’Icade, constitué des sociétés Arcoba, Gestec et Setrhi-Setae, et renforce ainsi son secteur Bâtiment & Industrie, qui devient grâce à ces acquisitions le leader en France dans ce domaine. Cette même année, le groupe renforce son offre d’ingénierie des infrastructures et acquiert les sociétés Secoa et Quadric, spécialisées dans l’ingénierie des ouvrages d’art (ponts, viaducs…).
Le 5 juillet 2017, Artelia annonce l’acquisition de 100 % des parts d’Auxitec Ingénierie. En 2019, Artelia annonce les acquisitions de Gantha, spécialiste dans le domaine de l'acoustique, puis en décembre de l'entreprise danoise d'ingénierie MOE. Puis en mars 2020, Artelia acquiert Austin Newport, expert britannique de la rénovation de bâtiments historiques. En octobre, Olav Olsen (no), société d’ingénierie norvégienne indépendante, spécialisée dans les structures complexes offshore, d'ouvrages d'art et de bâtiments, rejoint Artelia.
En juillet 2023, Artelia acquiert la firme d'ingénierie québécoise FNX-Innov.